# Sara Casasola
Sara Casasola (San Daniele del Friuli, 29 novembre 1999) è una ciclocrossista e ciclista su strada italiana che corre per i team Crelan-Corendon (cross) e Fenix-Deceuninck (strada). Nella specialità del ciclocross tra le Elite ha vinto una medaglia di bronzo agli Europei (Pontchâteau 2023) e un titolo italiano (Cremona 2024).

## Palmarès

### Cross
- 2016-2017

1ª prova Master Cross Selle SMP (Buja)
Gran Premio Città di Vittorio Veneto (Vittorio Veneto)
- 2017-2018

Int. Radquerfeldein GP Lambach/Stadl-Paura (Stadl-Paura)
Gran Premio Città di Vittorio Veneto (Vittorio Veneto)
- 2018-2019

Trofeo Nuovi Investimenti (Cles)
Gran Premio Città di Vittorio Veneto (Vittorio Veneto)
Campionati italiani, Under-23
- 2019-2020

Gran Premio Città di Jesolo (Jesolo)
Master Cross SMP-40th Anniversary of the World Memorial (Saccolongo)
International Cyclocross Selle SMP (Brugherio)
- 2020-2021

1ª prova Toi Toi Cup (Mladá Boleslav)
2ª prova Toi Toi Cup (Holé Vrchy)
- 2022-2023

International Cyclocross Increa Brugherio (Brugherio)
CX International "1922" Bulle, 3ª prova Swiss Cyclocross Cup (Bulle)
Trofeo Città di Firenze (Firenze)
Radquer Hittnau, 4ª prova Swiss Cyclocross Cup (Hittnau)
- 2023-2024

CX Rivellino (Osoppo)
Internationales Radquer Steinmaur, 2ª prova Swiss Cyclocross Cup (Steinmaur)
AlperoseQuer Schneisingen, 3ª prova Swiss Cyclocross Cup (Schneisingen)
International Cyclocross Increa Brugherio (Brugherio)
Radquer Hittnau, 4ª prova Swiss Cyclocross Cup (Hittnau)
Ciclocross del Ponte (Faè)
Campionati italiani (Cremona)

### Strada
- 2023 (Born To Win G20 Ambedo)

Classifica scalatori Tour de Feminin-O cenu Českého Švýcarska

## Piazzamenti

### Grandi Giri
- Giro d'Italia

2018: 106ª
2020: 37ª
2021: ritirata (7ª tappa)
2023: ritirata (8ª tappa)
2025: 15ª

### Competizioni mondiali
- Campionati del mondo di ciclocross

Heusden-Zolder 2016 - Under-23: 18ª
Bieles 2017 - Under-23: 23ª
Valkenburg 2018 - Under-23: 6ª
Bogense 2019 - Under-23: 43ª
Dübendorf 2020 - Under-23: 8ª
Ostenda 2021 - Under-23: 28ª
Hoogerheide 2023 - Elite: 12ª
Tábor 2024 - Elite: 6ª
Liévin 2025 - Staffetta mista: 6ª
Liévin 2025 - Elite: 6ª
- Coppa del mondo di ciclocross

2019-2020 - Elite: 51ª
2022-2023 - Elite: 27ª
2023-2024 - Elite: 11ª
2024-2025 - Elite: 17ª

### Competizioni continentali
- Campionati europei di ciclocross

Huijbergen 2015 - Under-23: 23ª
Pontchâteau 2016 - Under-23: 4ª
Tábor 2017 - Under-23: 22ª
Rosmalen 2018 - Under-23: 7ª
Silvelle 2019 - Under-23: ritirata
Rosmalen 2020 - Under-23: 8ª
Drenthe-Col du VAM 2021 - Elite: 22ª
Namur 2022 - Elite: 5ª
Pontchâteau 2023 - Elite: 3ª
Pontevedra 2024 - Elite: 4ª